# Dommel (televisieserie)
Dommel (in het Japans bekend als どんどんドメルとロン (Don Don: Domeru to Ron)) is een Japanse animatieserie uit 1988 die is gebaseerd op de Belgische gelijknamige stripreeks rond een dikke witte hond, genaamd Dommel.

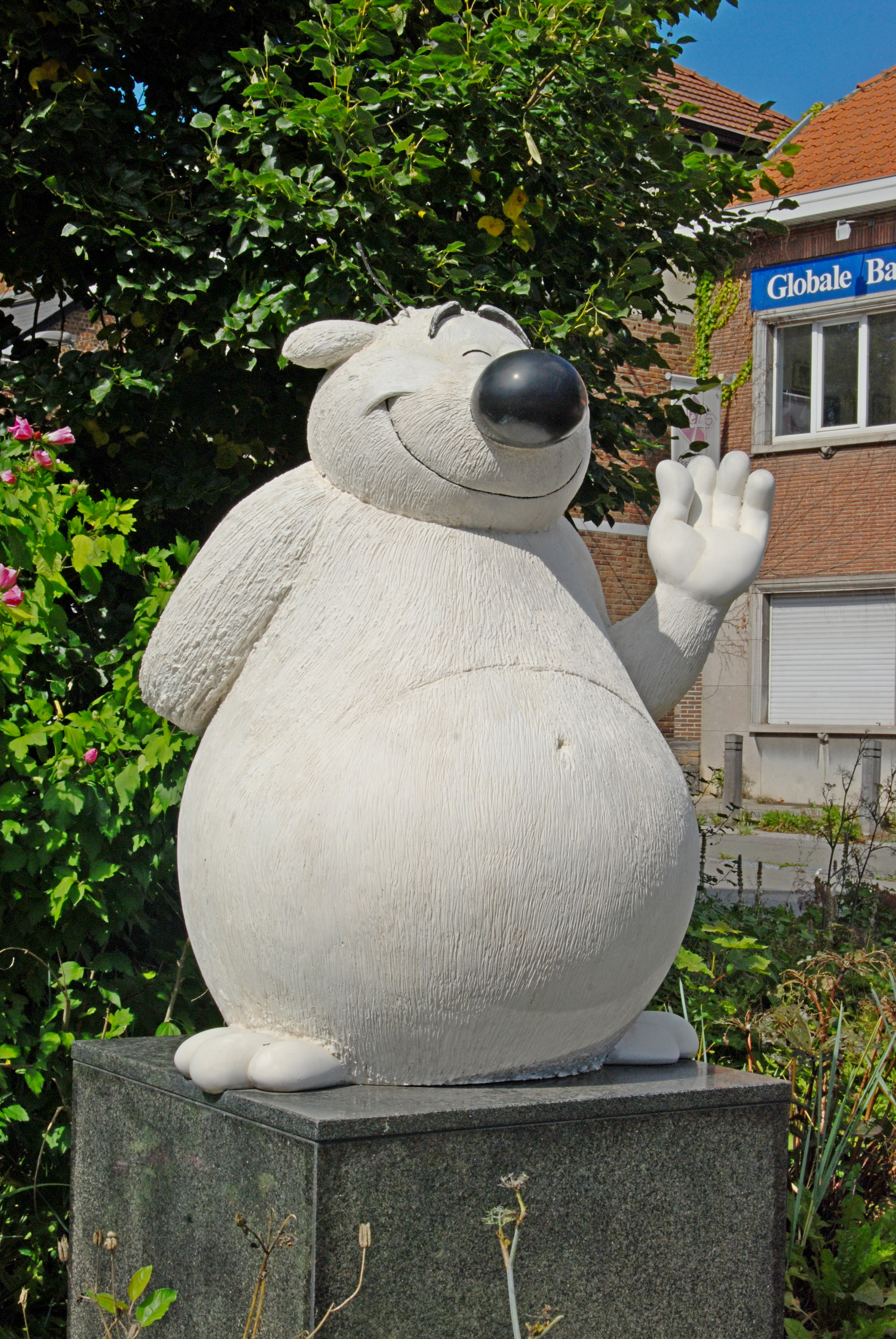
Standbeeld van Dommel (Cubitus in het Frans) in Limal.

## Beschrijving
De anime is uitgezonden van 5 april 1988 tot 27 maart 1989 en was de eerste animatieserie van studio Telescreen. De serie bestaat uit 52 afleveringen, elk bestaande uit twee delen met een speelduur van 13 minuten.
De gelijknamige tekenfilmserie is bij de televisiezenders BRT, VARA en Kindernet te zien geweest in 1989 en in de jaren 90. De serie was vanaf mei 2011 ook weer te zien op Kindernet. Sinds 2015 is Dommel te zien op Pebble TV. 
De oorsprong van de tekenfilmserie ligt deels in België en Nederland, alsook in Japan. De tekenfilm is namelijk geregisseerd door de Japanse Hiroshi Sasagawa, geproduceerd door TV Tokyo (Nakamura Keishin), met hulp van Telescreen (Kazuo Tabata), en uitvoerend producent was Nakahara Maki. In 1988 werd de tekenfilm voor het eerst uitgezonden, in Japan door TV Tokyo. Later verschenen nagesynchroniseerde versies ook in de Benelux en de Verenigde Staten.

## Plot
Dommel is een luie hond die alleen maar aan eten en slapen denkt. Zijn baasje, Semafoor, bedenkt als uitvinder de gekste dingen. Samen zorgen ze voor doldwaze avonturen.

## Personages
Naast de twee hoofdpersonages Dommel en Semafoor zijn er een aantal vaste nevenpersonages in de tekenfilmserie. Hieronder staan de belangrijkste personages op een rij met tussen haakjes de naam van de betreffende stemacteur in de Nederlandstalige versie.
- Dommel (Hans Hoekman)
- Semafoor (Jan Anne Drenth)
- Mevrouw Beatrix (Maria Lindes): Haar volledige naam is onbekend, ook is onduidelijk of Beatrix haar voor- of achternaam is (de naam Beatrix kan beide zijn). Zij is de buurvrouw van Semafoor en Dommel. Zo woont mevrouw Beatrix rechts van het huis waar Semafoor en Dommel wonen; Cherry en Bobby wonen in het huis links van hem. In de tekenfilmserie is mevrouw Beatrix vaak verliefd op Semafoor, maar dat is niet wederzijds. Semafoor valt namelijk als een blok voor de veel jongere Cherry, die weer op de lokale politieagent verliefd is.
- Balthazar (Jan Anne Drenth) de zwarte kat die de buurt onveilig maakt. Balthazar heeft een haast sadistische smaak als het op grappen aankomt en ziet maar al te graag dat zijn plannetjes veel problemen veroorzaken, al is hij meestal vooral zelf het slachtoffer. Hij laat ook vaak de uitvindingen van Semafoor mislukken.
- Cherry (Beatrijs Sluijter) is het buurmeisje van Semafoor en Dommel. Beiden zijn verkikkerd op het mooie meisje, maar dat is niet wederzijds. Ze helpen Cherry altijd als ze het heel lief vraagt.
- Bobby (Trudy Libosan) is de buurjongen van Semafoor en Dommel. Hij is het kleine broertje van Cherry en trekt weleens met Dommel op. Bobby lijkt een beetje op Paultje.
- Politieagent (deze fluit alleen maar op zijn fluitje)

## Afleveringen
1. De Hypermobiel & Stofzuiger problemen
2. Het monster van Loch Nass & Geluksterren
3. Muizen & de Geurzoeker
4. IJspret & Vissen
5. Bergklimmen & Een luchtreisje
6. Dommels verjaardag & Een motorritje
7. Een fiets voor Cherry & Dommels kussen
8. Circus in de stad & De tijdmachine
9. De snoeischaar & Luchtkasteel
10. Superpaard & Afslanken
11. De ijskast & Eet-automaat
12. Dromen & Het Egyptische masker
13. Babysitters & Op hol geslagen
14. Vlekkenreiniger & Cowboys en indianen
15. Rolschaatsen & Bezoek uit de ruimte
16. Klusjes Robot & Ik ben geniaal
17. De perfecte dommel & Botten zoeken
18. Drie-dimensionale televisie & Slapeloosheid
19. De verkoper & Dommel is ontvoerd
20. Kamperen in de bergen & in het bad
21. Kelderopruiming & Het spookhuis
22. Superkunstmes & De voetbaltrainer
23. Gulliver 2 & Weglopen
24. Zomerhuisjes & De dolfijn
25. De gastdocent & De schoonheids-maker
26. Assepoester & Breien
27. Een romance & Flessen openen
28. Honkballen & Voorzichtig met vuur
29. vroege vogels & De gekrompen hond
30. De verschrikkelijke Sneeuwman & Op het huis passen
31. Rooddommeltje en de wolf & Golfen
32. De bokskampioen & De hazenjager
33. Een wonderlijke lamp & De speeltuin
34. Pinocchio & De muizen planeet
35. Karate & De super kaartmachine
36. De verjonger & Darzan de junglekoning
37. De filmster & Dommel en de bonestaak
38. Een kerstverhaal & Skiën
39. leven op een boerderij & Heropvoeden
40. Sneeuwploegen & marsmannetjes
41. Kunstdieven & Goochelen
42. De verplaatser & Superdom
43. De mini-camera & De vampier
44. Postbode & Sneeuwfestijn
45. Vogelverschrikkers & De schone slaapsters
46. Klokkenluiden & Aan het strand
47. De groeibacterie & Hou op met uitvinden
48. Supercamper & De sneeuwkoningin
49. De schoonheids-stoel & Prehistorische vissen
50. Spokenjagers & Vlinders vangen
51. Onderspanning & Het kopieer-pistool

## Alternatieve titels
- Cubitus in  Duitsland,  Frankrijk
- Dommel in  Nederland,  België,  Spanje,  Polen
- Wowser in  Verenigd Koninkrijk,  Verenigde Staten,
- Teodoro e l'invenzione che non va in  Italië